# Būlāq al-Dakrūr
Būlāq al-Dakrūr es un distrito de la gobernación de Guiza, Egipto. En julio de 2017 tenía una población estimada de 963 201 habitantes.
Se encuentra ubicado en el centro del país, al sur del delta del Nilo, y al suroeste de El Cairo y de la necrópolis de Guiza.